# Ball d'en Serrallonga de Reus
El Ball d'en Serrallonga de Reus està documentat des de 1865 quan va sortir al Seguici Festiu de Reus en unes festes en honor de la Mare de Déu de Misericòrdia, tal com relata Torné a la seva Crònica general de la Virgen de Misericordia (manuscrit de 1870). També sabem que va tornar a sortir el 1878, el 1885 i per la festa major de 1892. No sabem gaire cosa de qui organitzava el ball reusenc ni dels components, però segurament que no devia ser gaire diferent dels altres balls de Serrallonga que es ballaven per tot el país. L'argument parla del moment en què diversos bandolers es presenten a Joan de Serrallonga, que va acompanyat normalment de la seva amant i d'un fill, i van narrant les seves aventures per demanar-li d'incorporar-se a la quadrilla. Al ball s'utilitzen trabucs. Segons Antoni de Bofarull, el ball tenia un decorat, un bosc portàtil format per tres o quatre arbres de fusta que aguantava amb les mans algun comparsa, i en acabar la representació se'ls carregava al coll i els portava al següent punt de l'espectacle.
Cal recordar que no és l'únic ball de bandolers que s'havia representat a la ciutat, també hi havia hagut el «Ball de Sebastiana del Castillo» i el «Ball de Marcos Vicente» del qual se n'ha conservat el text.
El Ball d'en Serrallonga es pot catalogar dins el gènere dels Balls parlats. Pere Anguera defineix els Balls Parlats com a «espectacles populars basats en el diàleg en els quals la música i la coreografia desenvolupen un paper complementari, és a dir en els quals el text i el seu missatge assumeixen el protagonisme».
Va representar-se a moltes altres poblacions durant el segle xix i se sap, per exemple, que el ball es representava a Mataró el 1864.